# Craveggia
Craveggia är en ort och kommun i provinsen Verbano Cusio Ossola i regionen Piemonte i Italien. Kommunen hade 762 invånare (2018).